# Władysław Taczanowski
Władysław Kazimirovich Taczanowski (Jabłonna, 17 de março de 1819 – Varsóvia, 17 de janeiro de 1890) foi um zoólogo polaco nascido no Império Russo. Conhecido pelas suas contribuições como ornitólogo, entomólogo e aracnólogo, e ainda, por descrições de mamíferos, foi responsável por diversas descrições de aves, muitas das quais foram realizadas com os naturalistas Hans von Berlepsch e Jan Sztolcman, muitas destas sendo dedicatórias de um para outro. Também descreveu muitas espécies de invertebrados, como aranhas e insetos. É considerado "pai da ornitologia polaca", e um dos mais importantes zoólogos europeus do século XIX.

## Biografia

### Início de vida, educação e família
Władysław Taczanowski nasceu em 17 de março de 1819, na comuna polonesa de Jabłonna, na antiga voivodia de Lublin, ao leste da Polônia. Władysław era membro de uma antiga família nobre (szlachta) de magnatas, Taczanowski, oriunda do condado da Posnânia, na voivodia da Grande Polônia. Cursou o ensino médio em Lublin, onde se graduou em 1838.
Seu pai, Kazimierz Taczanowski, era um capitão do exército napoleônico, também proprietário de terras que foram herdadas por Władysław após a morte do pai, em 1839. Sua mãe, Izabela Owidzki, por sua vez, era filha de Joachim Owidzki, ativista educacional e político.
Tendo adquirido seus conhecimentos iniciais sobre ornitologia do pai, Taczanowski completou o ensino superior em universidades de Berlim, na Alemanha; Paris, na França; Viena, na Áustria; e em Londres, no Reino Unido. Também adquiriu grande parte de seu conhecimento a partir de suas expedições realizadas individualmente, ou, com outros pesquisadores.

### Primeiros trabalhos e chegada à Varsóvia
Após a morte de seu pai, sua vida sofreu mudanças significativas, tendo se sustentado a partir do aluguel que cobrava pela administração de latifúndios de sua região. No início da segunda metade da década de 1840, passaria a viver com seu amigo religioso, o pe. Walenty Baranowski, que viria a ser pároco e depois bispo.
Devido à instabilidade política do país na época, seu acesso à universidade foi inviabilizado, alistando-se para trabalho em serviços governamentais e cumprir missões ao governador de Radom, com quem passa a viver em 1852, como uma maneira de continuar sua coleção. Neste período, o pesquisador amador cruza o então território da Polônia da Congresso, visando o estudo da avifauna doméstica e dos mamíferos do país. Em 1855, Władysław Taczanowski é enviado para trabalhar na curadoria do Gabinete Zoológico da Universidade de Varsóvia. Em 1862, Taczanowski se tornou sucessor de Feliks Paweł Jarocki como curador do museu universitário. No mesmo ano, ao lado de Konstanty Tyzenhauz, publicou um trabalho sobre a oologia polonesa.
Durante este período, as universidades polonesas sofriam com a instabilidade política causadas pela Revolta de Janeiro, impossibilitando muitas das contribuições científicas. Um de seus colegas, Benedykt Dybowski havia sido condenado à 12 de exílio na Sibéria. Ao retornar, Dybowski entregaria material científico para Taczanowski. Ao mesmo tempo, Konstanty Jelski estaria na região do Peru.

### Expedições ao exterior e publicações científicas
Em 1865, Taczanowski receberia material da expedição realizada por Dybowski, esta que tinha como destino o Extremo Oriente Russo, ao leste da Ásia Setentrional, na época parte do Império Russo. Nesta missão, Dybowski conseguiu coletar e pesquisar sobre uma quantidade significativa de espécies da fauna regional, que incluía também a região da América Russa, atual Alasca. Nesta expedição, o naturalista foi acompanhado de Dybowski e Victor Godlewski. Posteriormente, em 1866, Władysław receberia material oriundo de outra expedição, dessa vez à Argélia, então colônia francesa, na África mediterrânea. A expedição em questão foi realizada por Antoni S. Waga, o zoólogo polonês, e os irmãos Aleksander e Konstanty Branicki. Ao retornarem da viagem, lhe foi fornecida uma alta diversidade de espécimes para a coleção do museu. Em 1868, Taczanowski iniciaria sua pesquisa sobre a ornitofauna do norte africano e da região andina da América do Sul. A partir de 1871, o naturalista começaria a compilar o material fornecido pelas expedições.  
Durante sua vida, principalmente a partir da década de 1880, Taczanowski publicou seus trabalhos em muitos idiomas, como polonês, inglês, francês, alemão e russo. As contribuições em alemão foram publicadas no Jornal für Ornithologie. Também publicou vários trabalhos sobre a aracnologia da Guiana Francesa e do Peru. As contribuições de maior destaque tratavam sobre a ornitofauna de seu país, principalmente sobre as aves de capoeira e de rapina, e também sobre as aves peruanas, incluindo beija-flores e passeriformes.

### Últimos anos
Nos últimos anos de sua vida, dedica-se à avifauna da Sibéria, a partir do material coletado por exilados poloneses relacionados com o museu universitário onde trabalhava como curador. A obra de dois volumes "Faune ornithologique de la Sibérie orientale" com mais de 1200 páginas e descrições de 773 espécies, incluindo 10 novas, desconhecidas pela ciência, foi publicada em São Petersburgo após a morte do autor, em 1893.
Władysław Kazimirovich Taczanowski morreu em 17 de janeiro de 1890, aos 70 anos, na metrópole de Varsóvia, no antigo Império Russo, alguns anos após ser nomeado doutor honoris causa pela Universidade Jaguelônica. Foi sepultado na capital polonesa, no Cemitério de Powązki.

## Legado
Pelas suas importantes contribuições para a história natural, Taczanowski é lembrado como um dos mais notáveis pesquisadores poloneses, senão, o mais importante ornitólogo de seu país. Ao lado de outros naturalistas, como Georges Cuvier, von Humboldt e Charles Darwin, é considerado um dos mais notáveis naturalistas europeus do século XIX. O naturalista também recebeu auxílio de dois condes, Aleksander e Konstanty Branicki, como patrocinadores de seu trabalho de curador do museu. Frequentemente, os irmãos Branicki iriam fornecer espécimes e outros materiais importantes para enriquecer as coleções do zoólogo.
De fato, foi um dos principais colaboradores para a coleção de espécimes do museu da Universidade de Varsóvia, sendo responsável por 146 das exposições existentes no museu. Muitas das quais incluem aves de rapina e alguns mamíferos que hoje são incluídos entre as espécies criticamente ameaçadas de listas vermelhas regionais. Destas exposições a maioria é composta por aves domesticadas, o que oferece destaque às aves predatórias, como o tartaranhão-pálido, presentes em suas coleções.
Entre os mamíferos coletados pelo zoólogo, estão o Ctenodactylus gundi, espécie de roedor encontrada no norte africano, e Canis aureus, uma espécie de canídeo da região ao sul do mediterrâneo, conhecida popularmente como chacal-dourado. Durante esta mesma expedição, Taczanowski também coletou um espécime de Jaculus orientalis, um jerboa-saltador.
Taczanowski contribuiu significativamente para a fauna do norte africano e do território sul-americano, principalmente em relação às áreas da ornitologia e mastozoologia.

## Dedicatórias
Entre as espécies nomeadas em sua homenagem, são citadas: inhambu-peruano-azulado, Nothoprocta taczanowskii, descrito em 1873, pelos ingleses Philip Sclater e Osbert Salvin; o mergulhão-do-junim, que foi descrito em 1894, por Berlepsch e Stolzmann sob binomial Podiceps taczanowskii; a espécie de roedor Cuniculus taczanowskii, descrita por Stolzmann. Há também outras espécies, principalmente aranhas e passeriformes, descritos em dedicatória a ele, como Cinclodes taczanowskii, pedreiro-marisco, descrito em 1892; o orelheiro-inca, Leptopogon taczanowskii, por Hellmayr, 1917; Bradypterus tacsanowskius, a cigarrinha-chinesa, descrita por Swinhoe, em 1871; Onychostruthus taczanowskii, uma espécie de pardal; os aracnídeos Mangora taczanowskii e Emertonella taczanowskii; bem como Thaumasius taczanowskii, uma espécie de beija-flor encontrada na América do Sul; e o pássaro Sicalis taczanowskii.

## Obras
- "Les Aranéides de la Guyane française," Horae Societatis entomologicae Rossicae (1871)
- "Les Aranéides de la Guyane française," Horae Societatis entomologicae Rossicae (1873)
- "Les Aranéides du Pérou. Famille des Attidés" (1879)